# Ujtasi repülőtér
Az Ujtasi repülőtér (IATA: MCX, ICAO: URML) (orosz nyelven: Аэропорт Махачкала Уйташ) nemzetközi repülőtér Oroszországban, amely Mahacskala közelében található. Éves utasforgalma 1 290 000 fő (2018).

## Futópályák
A repülőtér futópályái:
- 14L/32R (2640 m, aszfalt)

## Forgalom
Az utasforgalom az elmúlt években az alábbi módon változott:
| Utasok száma | 417 793 | 422 907 | 513 549 | 430 773 | 706 912 | 1 067 684 | 1 290 000 | 1 500 690 | 1 399 489 | 2 030 044 |
|              | 2011    | 2012    | 2013    | 2014    | 2015    | 2017      | 2018      | 2019      | 2020      | 2021      |

## Légitársaságok és úticélok
| Légitársaság       | Célállomások                                                                     |
| ------------------ | -------------------------------------------------------------------------------- |
| Aeroflot           | Moszkva–Seremetyjevo                                                             |
| Azimuth            | Krasznodár, Rostov-on-Don                                                        |
| Azur Air           | Szezonális charter: Antalya                                                      |
| flydubai           | Szezonális: Dubai–International                                                  |
| NordStar           | Moszkva–Domogyedovo                                                              |
| Nordwind Airlines  | Szezonális charter: Antalya                                                      |
| Pegas Fly          | Szezonális charter: Dubai–Al Maktoum                                             |
| Pobeda             | Krasznodár, Moszkva–Vnukovo, Novij Urengoj, Rostov-on-Don, Szentpétervár, Surgut |
| Red Wings Airlines | Moszkva–Domogyedovo                                                              |
| SCAT Airlines      | Aktau                                                                            |
| Utair              | Minyeralnije Vodi, Moszkva–Vnukovo Szezonális: Surgut Hajj: Jeddah, Medina       |
| UVT Aero           | Kazany                                                                           |
| Yakutia Airlines   | Moszkva–Vnukovo                                                                  |